# Miloš Bajalica
Miloš Bajalica (sinh ngày 15 tháng 12 năm 1981) là một cầu thủ bóng đá người Serbia.

## Sự nghiệp câu lạc bộ
Miloš Bajalica đã từng chơi cho Nagoya Grampus và Kyoto Sanga FC.